# Kulhwch ac Olwen
Die walisische Sage Mal y kavas Kulhwch Olwen („Wie Kulhwch Olwen errungen hat“), kurz Kulhwch ac Olwen oder Culhwch ac Olwen ['kilhux ak 'olwen] („Kulhwch und Olwen“) genannt, ist eine der ältesten überlieferten walisischen Sagen aus dem arthurianischen Erzählkreis (dem Sagenkreis um König Arthur). Dieses Mitte des 14. Jahrhunderts verfasste Werk beruht auf wesentlich älteren, im 6. bis 7. Jahrhundert von den awenydd (Barden, Dichter) mündlich vorgetragenen Geschichten, die bei der schriftlichen Aufzeichnung zusammengefasst wurden, was an gewissen inhaltlichen Ungereimtheiten zu erkennen ist.
Die Sage erzählt in kymrischer Sprache und in traditioneller Metrik die Werbung Kulhwchs um Olwen, die Tochter des Riesen Ysbaddaden. Da Ysbaddaden bei der Hochzeit seiner Tochter sterben müsste, stellt er dem Brautwerber eine große Zahl fast unmöglich zu erfüllender Aufgaben. Mit Hilfe von König Arthur, seinem Onkel, und dessen Begleitern kann Kulhwch sie lösen und erringt Olwen, was gleichzeitig Ysbaddaden den gewaltsamen Tod bringt.

## Manuskripte
Kulhwch ac Olwen ist in den Sammelhandschriften Llyfr Gwyn Rhydderch („Das weiße Buch des Rhydderch“) aus der ersten Hälfte des 14. Jahrhunderts und Llyfr Coch Hergest („Das Rote Buch von Hergest“), die zwischen 1382 und 1410 entstanden, aufgezeichnet. Benannt ist die erste Handschrift nach dem Auftraggeber der Schrift Rhydderch ab Ienan Llwyd (* um 1324, † um 1398) aus Parcrhydderch. Dieses Manuskript wurde im Kloster Strata Florida bei Aberystwyth verfasst. Der wichtigste Teil des „weißen Buches“ sind die Pedeir Keinc y Mabinogi („Vier Zweige des Mabinogi“). Im Llyfr Coch Hergest ist eine Erweiterung und Ergänzung dieser Erzählung zu finden.
Die ältere Aufzeichnung im Llyfr Gwyn Rhydderch, genannt Peniarth 4, ist die kürzere, sie endet mit dem Türhütergespräch vor der Burg des Riesen Wrnach und der gewaltsamen Erringung seines Schwertes. Im Llyfr Coch Hergest wird die gesamte Geschichte erzählt, wobei allerdings auf Grund von Stilvergleichen auch in den Textpassagen, die schon im Llyfr Gwyn Rhydderch vorkommen, jüngere Einschübe zu erkennen sind. Die Geschichte ist als ursprünglich mündliche Überlieferung zu erkennen: So enthält beispielsweise der Aufgabenkatalog Ysbaddadens einige alte mythische und märchenhafte Themata, die im weiteren Verlauf der Erzählung nicht mehr vorkommen und offenbar vom Autor vor dem Vergessenwerden bewahrt werden sollten; dabei handelt es sich um die meisten der nicht erfüllten und deshalb nicht mehr erwähnten Forderungen.
Das Manuskript des „Roten Buches“ befindet sich heute in der Bodleian Library der Universität Oxford. Das Peniarth-Manuskript im „Weißen Buch“ ist nun in den Sammlungen der walisischen Nationalbibliothek in Aberystwyth zu finden.

## Inhalt

### Kulhwch kommt zu Arthur und findet Olwen

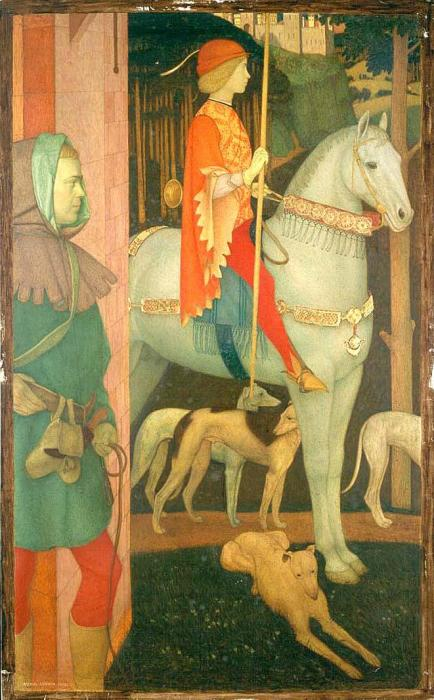
Kulhwch am Hofe König Arthurs, Gemälde von Arthur Gaskin, 1901

Goleuddydd, die Gattin des Fürsten Kilydd, Kelyddons Sohn, erleidet in der Schwangerschaft eine Geistesverwirrung und gebiert ihren Sohn in einer Schweinekuhle, weswegen er den Namen Kulhwch (kymrisch: kil, „der Koben“, „die Kuhle“, hwch, „das Schwein“) erhält. Im Sterben bittet sie ihren Mann, erst dann wieder zu heiraten, wenn auf ihrem Grabe ‚ein Dornenstrauch mit zwei Spitzen‘ wächst. Nach sieben Jahren geschieht dies und Kilydd will die Gattin von König Doged heiraten, den er deshalb ohne Skrupel erschlägt und seine Frau samt Tochter an seinen Hof holt. Um ihre Position zu festigen, versucht die Geraubte, ihre Tochter mit Kulhwch zu vermählen, was dieser ablehnt. Deshalb belegt sie ihn mit dem cynnedyf (Verpflichtung, Tabu), er dürfe keine andere heiraten als Olwen, die Tochter des Riesen Ysbaddaden. Kilydd gibt seinem Sohn den Rat, Hilfe bei seinem Oheim, dem König Arthur, zu suchen. Kulhwch reitet prächtig ausgerüstet zu Arthurs Hof und kommt trotz Widerstand des Torhüters Glewlwyd Gafaelfawr und des Ritters Kei in den Saal. Arthur verspricht ihm, jede seiner Bitte zu erfüllen,
[…] außer allein mein Schiff und meinen Mantel und Caledvwlch, mein Schwert, und Rhongomyant, meine Lanze, und Wynebbwrthucher, meinen Schild, und Carnwennan, mein Messer, und Gwenhwyfar, meine Frau.
Kulhwch fordert zuerst von Arthur, er möge ihm die Haare scheren (ein Initiations- oder Verwandtschaftsritus) und als zweites, ihm mit Hilfe seiner Krieger, die er namentlich aufzählt, zur Heirat mit Olwen zu verhelfen. Er nennt etwa 220 Helden, von denen der bereits erwähnte Kei, Bedwyr fab Bedrawg, Arthurs Neffe Gwalchmei fab Gwyar, der Dichter Taliesin, Manawydan, Gereint, Gwrhyr Gwalstawd Ieithoedd, Sgilti Ysgafndroed, Teithi, Teyrnon und Tegid Foel die bedeutendsten sind. Auch auf Frauen beruft er sich, darunter Gwenhwyfar, ihre Schwester Gwenhwyfach, Essyllt „Blondhaar“ und Essylt „Weißhals“, Creiddylad und Uriens Tochter Morfudd ferch Urien. Die schöne Creiddylad, sowie die um sie werbenden Helden Gwynn und Gwythyr sind die Hauptpersonen einer Zwischengeschichte, die beiden Männer helfen aber auch bei der Erfüllung der Aufgaben mit.
Ein Jahr lang suchen Arthurs Boten vergeblich nach dem Aufenthaltsort von Olwen, danach machen sich Kulhwch und Kei selbst mit einer ausgewählten Schar von Rittern auf den Weg. Schließlich finden sie die riesige Burg, ‚die größte Burg von den Burgen der Welt‘, und treffen auf einen Schäfer und seine Herde. Dieser ist Ysbaddadens Bruder Custenhin, der Schwager von Kulhwchs Mutter Goleuddydd, der nach anfänglichem Zögern verspricht, ihnen zu helfen. Custenhins Sohn Goreu, den seine Mutter aus Angst vor Ysbaddaden in einer Truhe versteckt hält – dieser hat ihr schon 23 Söhne erschlagen –, schließt sich der Gruppe als Mitkämpfer an. Seine Mutter verspricht, ihrem Neffen Kulhwch zu einem heimlichen Treffen mit Olwen zu verhelfen. Als sie kommt, sind beide sofort in Liebe zueinander entflammt. Olwen warnt Kulhwch vor dem Zorn ihres Vaters, dieser töte jeden Brautwerber, da ihm prophezeit worden war, er werde am Tage ihrer Hochzeit eines gewaltsamen Todes sterben.

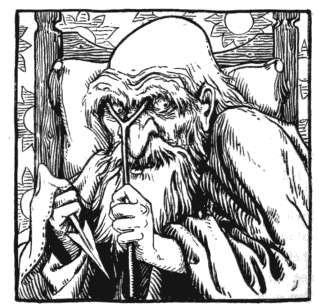
Ysbaddaden hält seine Augenlider auf (Illustration von John D. Batten, 1892)

Geh zu meinem Vater und halte um mich an. Und wie viel er auch immer von dir verlangen wird, versprich, es zu leisten, und du wirst mich erhalten. Wenn er aber Zweifel hegt, wirst du mich nicht erringen und noch Glück haben, mit dem Leben davonzukommen.
Die Männer dringen zu Ysbaddaden vor und werben um Olwen. Der Riese lässt sich von seinen Dienern mit Gabeln die schweren Augenlider hochheben, betrachtet Kulhwch und weist sie fort. Der vergiftete Steinspeer, den er ihnen nachschleudert, wird von Bedwyr fab Bedrawg aufgefangen und in des Riesen Kniescheibe zurückgeworfen. Dies wiederholt sich an den nächsten beiden Tagen, beim letzten Wurf durchbohrt Kulhwch Ysbaddadens Augapfel.

### Ysbaddadens Forderungen
Nun ist der Riese zum Verhandeln bereit und stellt dem Brautwerber 40 nahezu unlösbare Aufgaben (anoetheu), von denen einige als Vorbereitung für das Hochzeitsfest genannt werden. Sie werden zwar Punkt für Punkt aufgezählt, in der weiteren Erzählung wird allerdings nur die Erledigung von ungefähr zehn davon geschildert. Nach jeder Forderung Ysbaddadens antwortet Kulhwch stereotyp:
Das ist für mich leicht zu erfüllen, auch wenn du glauben magst, dass es schwierig sei.
1. Ein bewaldeter Hügel soll an einem Tag gerodet, umgepflügt, ausgesät und geerntet werden, damit Speis und Trank für die Hochzeitsgäste vorhanden sei
2. Dazu ist die Hilfe von Amaethon, dem Pflüger, notwendig
3. Sein Bruder Govannon, der Schmied, muss dabei die Pflugscharen schärfen
4. Die zwei Ochsen von Gwlwlydd Wineu sind für das Pflügen zu rauben
5. Der „Gelblich-Blaßweiße“ und der „Gescheckte“ müssen in einem Joch gehen
6. Zwei weitere Ochsen, verzauberte Könige, sind ebenfalls in einem Geschirr zu führen
7. Ein unfruchtbares Feld hat an einem Tag Leinsamen reifen zu lassen, damit ein Kopftuch für Olwen daraus gewebt werde (wird mit Hilfe von Ameisen erfüllt)
8. Honig ohne Drohnen und Bienen darin wird zum Brauen von Honigbier[14] benötigt
9. Der Becher von Llywr fab Llywryon (llywr = „voll“) ist der einzige, der dieses starke Gebräu fassen kann
10. Der magische Korb Gwyddneu Garanhirs, der siebenundzwanzig Mann zugleich mit ihren Lieblingsspeisen versorgen kann, muss geraubt werden
11. Das (Trink-)Horn von Gwlgawd Gododdin[15] muss für die Hochzeitsfeier herbeigeschafft werden
12. Die Harfe von Teirtu, die von selber spielt, wenn sie will, ist ebenfalls für die Hochzeit notwendig
13. Die Vögel der Rhiannon sollen den Riesen bei der Feier ergötzen[16]
14. Der magische Kessel Dyrnwchs wird für das Hochzeitsmahl benötigt (wird erfüllt)
15. Die Hauer des Ebers Ysgithyrwyn, die ihm bei lebendigem Leib auszureißen sind, müssen als Schermesser herbeigeschafft werden (wird erfüllt)
16. Nur Odgar, der Sohn des Königs Aedd von Irland kann das vollbringen
17. König Cadw von Schottland darf als Einziger die Hauer aufbewahren
18. Das Blut der „Pechschwarzen Hexe“ wird zum Glätten der Haare Ysbaddadens benötigt (wird erfüllt)
19. Dieses Blut kann nur in den Flaschen des Zwerges Gwddolwyn warmgehalten werden
20. Die für das Hochzeitsfest benötigte Milch muss in den Flaschen von Rhynnon „Steifbart“ aufbewahrt werden, damit sie nicht sauer wird
21. Das Haar Ysbaddadens kann nur durch Kamm und Schere, die zwischen den Ohren des Ebers Twrch Trwyth sind, gebändigt werden (wird erfüllt)
22. Der Hundewelpe Drudwyn, den Greid fab Eri besitzt, ist für die Eberjagd notwendig (wird erfüllt)
23. Der einzige Riemen, der Drudwyn halten kann, muss Cors Cantewin „Hundertklau“ abgenommen werden (wird erfüllt)
24. Das einzige Halsband, das an diesem Riemen hält, ist Canhastyr Cannlaw „Hunderthand“ abzunehmen
25. Nur die Kette von Kilydd Canhastyr „Hundertgriff“ hält Koppel und Halsband zusammen
26. Da nur Mabon den Welpen führen kann, ist er zu finden und aus seinem Gefängnis zu befreien (wird erfüllt)
27. Mabon muss auf der Eberjagd Gwynn Mygdwynn „Dunkelmähne“, das Pferd Gweddws, reiten (wird erfüllt)
28. Um Mabon zu finden, muss sein Vetter Eidoel fab Aer zuerst gefunden werden (wird erfüllt)
29. Der oberste Hundeführer Irlands, Garselid, ist für die Eberjagd notwendig
30. Aus dem Bart von Dillus dem „Bärtigen“ muss die Hundekoppel geflochten werden, um die benötigten Hunde zu führen; die Barthaare müssen ihm zu Lebzeiten mit einer hölzernen Zange ausgerissen werden (wird erfüllt)
31. Nur Kynedyr fab Herwn der „Wilde“ kann die Hunde bändigen (wird erfüllt, der Name lautet dort Kyledyr der „Wahnsinnige“)
32. Auch Gwynn ist als Jagdhelfer zu gewinnen (wird erfüllt)
33. Gwynn muss dabei den „Schwarzen“, das Pferd Moro Oerfeddawgs, reiten
34. Gwilenhin, der König Frankreichs, muss unbedingt bei der Jagd dabei sein
35. Der Sohn Aluns von Demetiens muss die Hunde loskoppeln[17]
36. Aned und Aethlem, die schnell wie der Wind sind, müssen den Twrch Trwyth jagen[18]
37. Arthur und sein Hundeführer müssen persönlich an der Jagd teilnehmen (wird erfüllt)
38. Auch werden Kilydd Kyvwlchs Söhne Bwlch, Kyvwlch und Syvwylch mit ihren Schwertern Glas, Glesig und Gleisar, ihren Hunde Call, Cuall und Cavall, ihren Pferden Hwyrddyddwg, Drwgddyddwg und Llwyrddyddwg, ihren Frauen Och, Garym und Diaspar sowie weitere namentlich aufgezählte Verwandte benötigt[19]
39. Das Schwert von Wrnach dem Riesen muss geraubt werden (wird erfüllt)
40. Wachsein ohne Schlaf in der Nacht wird das Los Kulhwchs sein, trotzdem wird ihm nichts davon gelingen[20]

Viele dieser Aufgaben beendet der Riese mit dem Satz: „…du wirst ihn nicht (dazu) zwingen können!“

### Die Lösung der Aufgaben
Die Jagd auf den Anderswelt-Eber Twrch Trwyth ist die eigentliche Hauptforderung, da Ysbaddaden für seine Rasur Kamm und Schere von den Borsten des Ebers haben will. Dieser Jagd ist der ausführlichste Bericht der Sage gewidmet. Bei allen Aufgaben ist Kulhwch nur mehr passiv beteiligt, die eigentliche Arbeit übernimmt Arthur.
Zuerst kommen sie zur Burg des Riesen Wrnach, um dessen Schwert zu rauben – vor dem Einlass müssen sie den Türhüter überzeugen. Dann suchen und befreien sie den gefangenen Mabon, finden die für die Jagd auf den Eber notwendigen Hunde – Kei, der die Leine aus den Barthaaren von Dillus flicht, wird deswegen von Arthur mit einem englyn (Gedicht, Aphorismus) verspottet und reagiert beleidigt.
Eine Koppelleine machte Kei,
Aus dem Bart von Dillus vab Ereu:
Lebt' er noch, Kei wär’s nicht zum Gedeih!
Darüber erzürnte Kei, so dass es den Kriegern dieser Insel [Britannien]  schwerfiel, zwischen Kei und Arthur wieder Frieden zu stiften. Von da an kümmerte sich Kei nicht mehr darum, ob Arthur Kraftlosigkeit überkam oder ob seine Mannen erschlagen wurden.
Die Gefährten bestellen ein unfruchtbares Feld, jagen den Eber Ysgithyrwyn ‚Weißhauer‘ in Irland, erobern den magischen Korb Gwyddnos und den magischen Kessel Dyrnwchs (hier leiht Arthur sein Schwert trotz der obengenannten Weigerung gegen Kulhwch dem Iren Llenleawg) und beginnen in Irland mit der Jagd auf den Twrch Trwyth. Es gelingt Arthur lediglich, das kleinste Ferkel des Ebers zu erschlagen, dieser selbst flieht mit seinen anderen Söhnen über die Irische See nach Wales. Viele Jäger werden getötet, aber auch einige Jungschweine aus der Herde, bis es im Severn glückt, dem Twrch Trwyth Schere und Kamm, die er in der Mähne trägt, zu entreißen. Der Eber kann sich jedoch befreien, schwimmt nach Cornwall, das er verwüstet und flieht auf das Meer hinaus.
Arthur fragte: „Gibt es noch irgend etwas an Wunderdingen, das wir nicht erlangt haben?“ Da antwortete einer von den Männern: „Ja! Das Blut der Pechschwarzen Hexe, der Tochter der Reinweißen Hexe vom Ende des Tals des Leids im Oberland der Hölle.“
Arthur findet die Höhle der Hexe, wirft sein Messer Carnwennan nach ihr, spaltet sie entzwei und fängt ihr Blut auf, denn das war ebenfalls eine der Forderungen Ysbaddadens. Dann reiten sie zur Burg des Riesen, Caw von Schottland schert ihm den Bart samt Haut und Fleisch sowie die Ohren bis auf die Knochen ab. Ysbaddaden bittet um den Tod, wirft vorher Kulhwch zu Recht vor, dass eigentlich Arthur alles gemacht habe. Goreu schlägt ihm das Haupt ab, wirft den Körper auf einen Misthaufen und steckt den Kopf auf eine Stange als Zeichen seiner Besitzergreifung von Burg und Herrschaftsgebiet.
Und in dieser Nacht schlief Kulhwch mit Olwen, und solange sie lebten, war sie seine einzige Frau. Die Scharen Arthurs aber zerstreuten sich, ein jeder ging in sein Land. Und so hat Kulhwch Olwen, die Tochter des Ober-Riesen Ysbaddaden, errungen.

## Erläuterungen
Kulhwch ac Olwen zählt zu den ältesten umfangreicheren Werken der arthurischen Tradition in Wales und ist deshalb im Gegensatz zu den späteren frei von Beeinflussung durch die festländischen, speziell französischen Artusromane (Artus wird der König erst in diesen Romanen genannt, der ursprüngliche kymrische Name ist Arthur). Es ist eine dem Stil nach eher volkstümliche Sage, die viele alte mythologische Motive enthält. Dabei handelt es sich vermutlich um eine Kompilation damals noch vorhandener, heute verschollener älterer Fragmente, die von einem oder mehreren Erzählern (cyfarwydd, „Kenner“, „Experte“) zu einem Epos zusammengefügt wurden – was an inhaltlichen Ungereimtheiten zu erkennen ist. Als cynfeirdd werden die „ältesten Barden“ in Wales bezeichnet, die aus den tradierten Originalen des 6./7. Jahrhunderts und aus eigenen Schöpfungen diese vorliegenden Werke geformt haben sollen. Namentlich sind die fünf Dichter Taliesin, Aneirin, Talhaearn, Blwchfardd und Cian bekannt, Llywarch Hen wird ihnen manchmal ebenfalls zugeordnet, ihre Nachfolger werden „jüngere Barden“ oder „Hofdichter“ (gogynfeirdd) genannt. In welchem Umfang die vorliegende Erzählung Originaldichtung oder Kompilation ist, kann nicht mehr mit Sicherheit festgestellt werden. Die im Werk vorkommenden Aufzählungen (Glewlwyds Prahlerei mit seinen Kriegstaten, Kulhwchs „Katalog“ der Helden am Arthurshof und Ysbaddadens Forderungen) sind teilweise um des Reimes willen erfundene Listen in strenger Metrik, die offenbar auch das Können des cyfarwydd beim Vortrag zeigen sollen.
Zu den genannten Ungereimtheiten im Text zählt beispielsweise, dass Kulhwchs Mutter Goleuddydd die Schwester von Custenhins Gattin, diese also Kulhwchs Tante ist und dass Custenhin selbst in der Textvariation des „Roten Buchs von Hergest“ (Llyfr Coch Hergest) als Bruder Ysbaddadens genannt wird – es wäre unwahrscheinlich, dass Kulhwch seine Verwandtschaft so wenig kennt, dass er von Olwen und ihrem Wohnsitz nie gehört hätte. Custenhins Sohn Goreu steht somit im gleichen verwandtschaftlichen Verhältnis zu Arthur als Neffe wie Kulhwch. Im Kampf gegen den Twrch Trwyth ertrinkt Arthurs Gefolgsmann Cacamwry im Severn, schon im nächsten Kapitel kämpft er gegen die Hexe und unterliegt ihr trotz seiner früher beschriebenen Unüberwindlichkeit. Ysbaddaden schleudert einen Steinspeer (llechwayw) nach Kulhwch, verflucht aber, selbst getroffen, den Schmied, den Amboss und die Esse, durch die das Speereisen geschmiedet worden ist. Birkhan vermutet deshalb einen Eisenspeer, dessen Blatt in Form einer altertümlichen Steinplatte (llech) geformt war. Von den 40 Aufgaben, die der Riese stellt, werden lediglich zehn im Text erfüllt und dabei halten sich die Gefährten Arthurs nicht immer an die genauen Forderungen Ysbaddadens (so sollen namentlich genannte Begleiter Arthurs bestimmte Aufgaben erfüllen, tun dies aber nicht; für die Jagd auf den Eber Ysgithyrwyn müssen zuvor ganz bestimmte Hunde gefunden und gebändigt werden, letztlich aber löst Arthurs Hund Cavall die Aufgabe allein; der Eber wird erschlagen, ehe ihm die Hauer ausgebrochen werden). Das Schwert des Riesen Wrnach war ursprünglich zur Tötung Ysbaddadens vorgesehen, dieser Zusammenhang ist im Laufe der Kompilationen verloren gegangen.
Auch Spuren der irischen Erzählung Tochmarc Emire („Das Werben um Emer“) sind nach Doris Edel zu erkennen. Weitere Anklänge an Motive aus anderen Sagen: Die beiden Türhütergespräche vor den Burgen von Arthur und Wrnach sind nahezu textgleich mit ihrem irischen Pendant bei Lughs Eintritt in die Festung der Túatha Dé Danann und mit dem kymrischen Fragment Pa ŵr yw’r porthor?; Kulhwchs cynnedyf, nur Olwen heiraten zu dürfen, entspricht Arianrhods geis (Gebot, Tabu; irisches Wort für das kymrische cynnedyf) gegen Llew Llaw Gyffes; der in der Kiste versteckte Goreu erinnert ebenfalls an Llew; Ysbaddadens schwere Augenlider, die von Dienern angehoben werden müssen, haben ihr Gegenstück im irischen Balor mit dem bösen Blick.
Der Name von Kilydds Vater, Kelyddon, weist auf Kaledonien (Schottland) und den Hen Ogledd („Alter Norden“) hin. Der Heldenkatalog, den Kulhwch aufzählt, wurde sowohl in zeitlicher als auch geographischer Hinsicht vom Kompilator der Erzählung sehr großzügig gestaltet (Birkhan nennt ihn ein „kurioses, zum Teil grotesk-komisches Sammelsurium“). Auch irische Helden gehören dabei zum Artushof, wie Conchobar mac Nessa als Cnychwr, Fergus mac Róich als Ffercos, Loegaire Buadach als Lluber Beudach und Conall Cernach als Corvil Bervach; diese Helden stammen alle aus dem Ulster-Zyklus, der Finn-Zyklus stellt lediglich Caílte mac Rónáin, der das Vorbild für Sgilti Ysgafndroed ist. Bei den Aufgaben, die Ysbaddaden stellt, sind viele heute noch bekannte, märchenhafte neben offenbar der Komik wegen eingefügten Themen zu erkennen.
Keis spätere Zurückhaltung Arthur gegenüber wird hier bereits begründet, denn Arthurs englyn beleidigt ihn, obwohl dies aus heutiger Sicht ein eher harmloser Dreizeiler ist. Die verdiente Zurechtweisung Keis durch den König gleich zu Beginn der Erzählung, als er sich weigert, Kulhwch in die Halle hereinzulassen, wirft ein schiefes Licht auf den pedantischen Ritter, während Arthur in dieser Szene als erster Vertreter der „höfischen Kultur“ erscheint. Der Kompilator der Sage muss offenbar bereits von Keis Wandlung in den kontinentalen Artus-Romanen zum zänkischen und kleinlichen Störenfried gewusst haben.

## Matière de Bretagne
Alle walisischen arthurianischen Erzählungen haben ein kontinentales Gegenstück, meist mehrere, mit Ausnahme von Breuddwyd Rhonabwy („Rhonabwy’s Traum“) und Kulhwch ac Olwen. Diese beiden Sagen sind nur in kymrischer Sprache überliefert.
Im Unterschied zu den späteren Artusromanen werden den Helden magische Fähigkeiten als selbstverständlich zugeschriebenen, schon in der Matière de Bretagne werden diese zu ritterlichem Mut und höfischem Benehmen umgedichtet. Auch eine kollektive Leistung, wie es die Erringung Olwens ist, was Ysbaddaden zu Recht kritisiert, und keine Einzeltat des Helden Kulhwch, findet sich nicht in den Artusromanen. Indem sich Kulhwch ac Olwen nicht auf die Taten eines einzelnen Helden und die Entwicklung seines Charakters konzentriert, unterscheidet sich diese Sage von den „Drei Romanzen“  (Y Tair Rhamant), ist jedoch vergleichbar mit „Wer ist der Pförtner?“ (Pa ŵr yw'r porthor?). Während die kontinentalen Romane in jeder Hinsicht eine Fortentwicklung des Helden zeigen (siehe Peredur fab Efrawg), ist Kulhwch dieser „Lebensweg in aufsteigender Linie“ vollkommen fremd.

## Die weiße Göttin
Robert Graves hat in seinem Roman Die weiße Göttin in der für ihn typischen fiktionalen Keltenrezeption in einem Nebensatz auf Kulhwch ac Olwen Bezug genommen. In seiner freien Interpretation der keltischen Pflanzennamen für die Buchstaben des Ogham- und des Cló-Gaelach- Alphabetes zum Wildapfel, der im Original der Buchstabenbezeichnungen gar nicht vorkommt, schreibt er:
Olwen, die lachende Aphrodite der walisischen Legende, erscheint immer zusammen mit dem Wildapfel.
Diese Charakterisierung Olwens kommt weder im Text von Kulhwch ac Olwen vor, noch scheint der Vergleich Olwen = Aphrodite passend.